# Diaea placata
Diaea placata es una especie de araña cangrejo del género Diaea, familia Thomisidae. Fue descrita científicamente por O. P.-Cambridge en 1899.

## Distribución
Esta especie se encuentra en Sri Lanka.